# Јужноморавске бригаде НОВЈ
Током Народноослободилачке борбе народа Југославије, од 1941. до 1945. године у оквиру Народноослободилачке војске Југуославије формирано је укупно седам бригада под именом јужноморавска. По њима је названа улица у Лесковцу "Јужноморавских Бригада"

## Списак јужноморавских бригада
| назив                              | датум формирања    | место формирања           | одликовања |
| ---------------------------------- | ------------------ | ------------------------- | ---------- |
| Прва јужноморавска бригада НОВЈ    | 11. октобар 1943.  | Ображда                   | ОПЗ и ОЗН  |
| Друга јужноморавска бригада НОВЈ   | 21. новембар 1943. | Буци                      | ОНО и ОЗН  |
| Трећа јужноморавска бригада НОВЈ   | 14. јануар 1944.   | околина Велике Плане      | ОЗН        |
| Четврта јужноморавска бригада НОВЈ | 16. јануар 1944.   | Ображда                   | ОЗН        |
| Пета јужноморавска бригада НОВЈ    | 4. фебруар 1944.   | Јабуковик, код Власотинца | ОЗН        |
| Шеста јужноморавска бригада НОВЈ   | 6. март 1944.      | Трговиште, код Врања      | ОБЈ        |
| Седма јужноморавска бригада НОВЈ   | 9. мај 1944.       | близина Стрелца           | ОЗН        |